# گمینا نووه سکالمیژتسه
گمینا نووه سکالمیژتسه (به لهستانی:  Gmina Nowe Skalmierzyce) یک گمینا در لهستان است که در شهرستان اوستروف ویلکوپولسکی واقع شده‌است. گمینا نووه سکالمیژتسه ۱۲۵٫۶۷ کیلومتر مربع مساحت و ۱۵٬۱۶۹ نفر جمعیت دارد.